# Noorduyn Norseman
Noorduyn Norseman fick beteckningen Tp 78 i svenska Flygvapnet och tjänstgjorde främst som ambulansflygplan mellan 1949 och 1959. Den högvingade och robusta Tp 78 är utrustad med en stjärnmotor av typen Pratt & Whitney R-1340 Wasp på 600 hästkrafter.

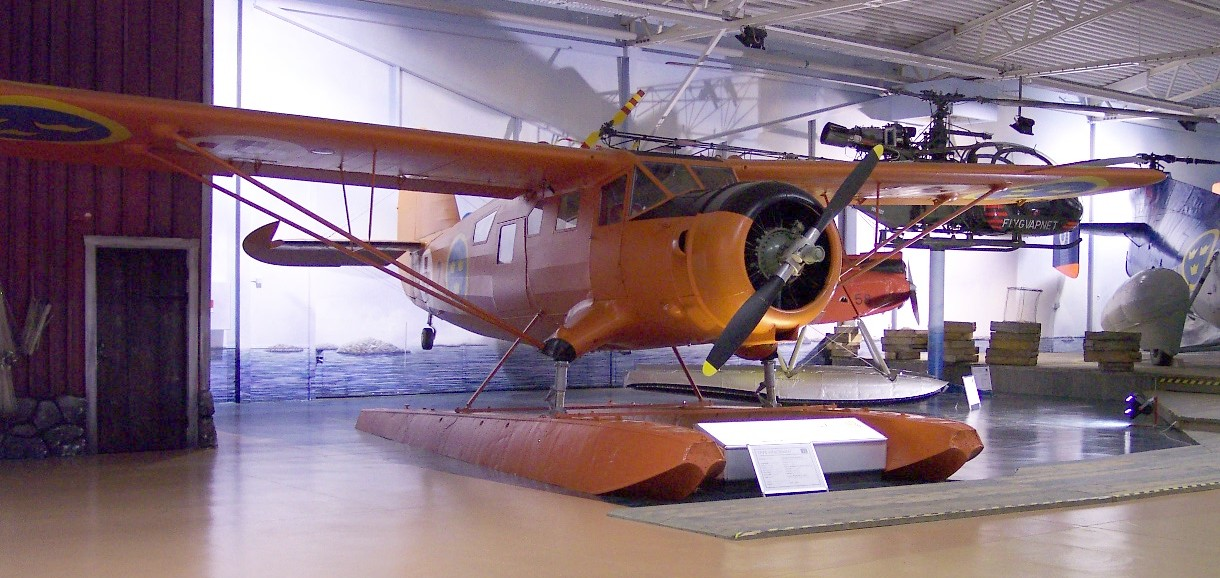
Noorduyn C-64 Norseman

I Sverige fanns, mellan åren 1949 och 1959, tre exemplar av Norseman i flygvapnets tjänst. Dessa tre individer köptes från den civila marknaden och fick den militära beteckningen Tp 78. De var avsedda att komplettera Flygräddningsgruppen (FRÄD) vid Roslagens Flygkår, F 2 i Hägernäs, som efter riksdagsbeslut skulle bli navet i denna nya organisation, sedan marinspaningsflottiljen avvecklats från F 2.
Det flygplan som utgjorde stommen i organisationen var tre Tp 47, vilka efter behov skulle kompletteras med Tp 78 Norseman och framför allt i tjänsten som ambulansflygplan för Stockholms skärgård. Norseman-planen målades helt i orange och rödakorsmärktes enligt gällande praxis för ambulansflygplan. Ambulansflygningar räknades som ren civil verksamhet även om flygplanen underhölls och opererades av flygvapnet. Standardbesättning för en Tp 78 som ambulansflygplan var en flygförare samt färdmekaniker, och som regel medföljde en läkare och en sjuksköterska för att vårda patienten.
Nedan en kort beskrivning av de tre flygplan Tp 78 som flygvapnet hade i tjänst:
78001
Flygplanet inköptes till flygvapnet från firman AB Industridiesel i april 1948, och var i tjänst vid F 2 Hägernäs, mellan åren 1949 och 1954. Planet hade, innan Industridiesels förvärv, tjänstgjort i USAAF som UC-64A (c/n 43-35418) och vid Norrlandsflyg AB. Därefter stationerades det vid F 4 Frösön, mellan åren 1954 och 1959. Flygplanet såldes 1959 till Gunnar Andersson och Jämtlands Aero, det som idag är bolaget Jämtlands Flyg AB. Det registrerades som SE-CLZ och flög i cirka tio år vid Jämtlands Aero och såldes därefter till firman Turistflyg AB i Arjeplog.
År 1980 köptes flygplanet av Flygvapenmuseum som lät renovera det till utställningsbart skick. Motor och propeller saknades men fanns att tillgå i Flygvapenmuseums samlingar så att flygplanet blev komplett. Det blev utställningsklart 1989. Flygplanet är målat och märkt som 78001.
78002
Även detta flygplan köptes från Industridiesel 1949. Det hade innan dess också tjänstgjort i USAAF som UC-64A (c/n 44-70336), och Norrlandsflyg AB. Inledningsvis stationerades planet vid F 21 Luleå, och därefter vid F 4, för att avslutningsvis placeras vid F 2. Flygplanet kasserades efter totalhaveri 1954. Vid Jämtlands flyg- och lottamuseum finns en Norseman Mk.VI (c/n 649) bevarad och den är målad och märkt som 78002. Dock har den inte tjänstgjort som Tp 78 i flygvapnet utan har både militär och civil bakgrund i USAF samt i Norge och slutligen i Sverige som civil ”reservdelsmaskin” hos Turistflyg AB i Arjeplog.
78003
Flygplanet var i tjänst hos USAAF som UC-64A (c/n 44-70294) till 1946 och köptes sedan av AB Ahrenbergsflyg och registrerades som SE-ATB. År 1949 inköptes flygplanet av AB Trafik-Turist-Transportflyg och övergick 1951 till flygvapnet och placerades vid F 2. Det totalförstördes vid en brand på F 4 i september 1956 och kasserades.